# Олександрівська вулиця (Конотоп)
Ву́лиця Олекса́ндрівська — вулиця міста Конотоп Сумської області, одна з найдовших вулиць міста.

## Назва
За однією з версій названа на честь коронації імператора Олександра II.

## Історія
Від початку свого існування отримала назву Олександрівська.
Перші згадки про вулицю датуються 1914—1915 роками.
В 1920-их роках перейменована на вулицю Соціальну.
З середини XX століття — вулиця Газети «Правда».
30 січня 1992 року вулиці було повернуто історичну назву Олександрівська.